# Марк Акцена Вер
Марк Акцена Вер (на латински: Marcus Accenna Verus) е политик и сенатор на Римската империя през 2 век.
През 125 г. Акцена Вер е суфектконсул заедно с Публий Луций Коскониан.